# 212705 Friûl
212705 Friul è un asteroide della fascia principale interna. Scoperto nel 2007, presenta un'orbita caratterizzata da un semiasse maggiore pari a 2,435779 UA e da un'eccentricità di 0,162958, inclinata di 1,650032° rispetto all'eclittica.
Fa parte della famiglia di asteroidi Massalia.
Friûl è la denominazione in lingua friulana della regione storica del Friuli.